# Xốp (xã)
Xốp là một xã thuộc huyện Đăk Glei, tỉnh Kon Tum, Việt Nam.
Xã Xốp có diện tích 124,9 km², dân số năm 2019 là 1.867 người, mật độ dân số đạt 15 người/km².